# Andesaurus
Andesaurus que significa "lagarto dos Andes" é titanossauro de um género basal de saurópode que existiu durante o meio do período Cretáceo, na América do Sul. Como a maioria dos saurópodes, tinha uma cabeça pequena ao final de um longo pescoço, e uma cauda tão longa quanto ele. O Andesaurus era um saurópode enorme, como eram muitos outros de seus parentes, que incluem os maiores animais que já andaram sobre a Terra.

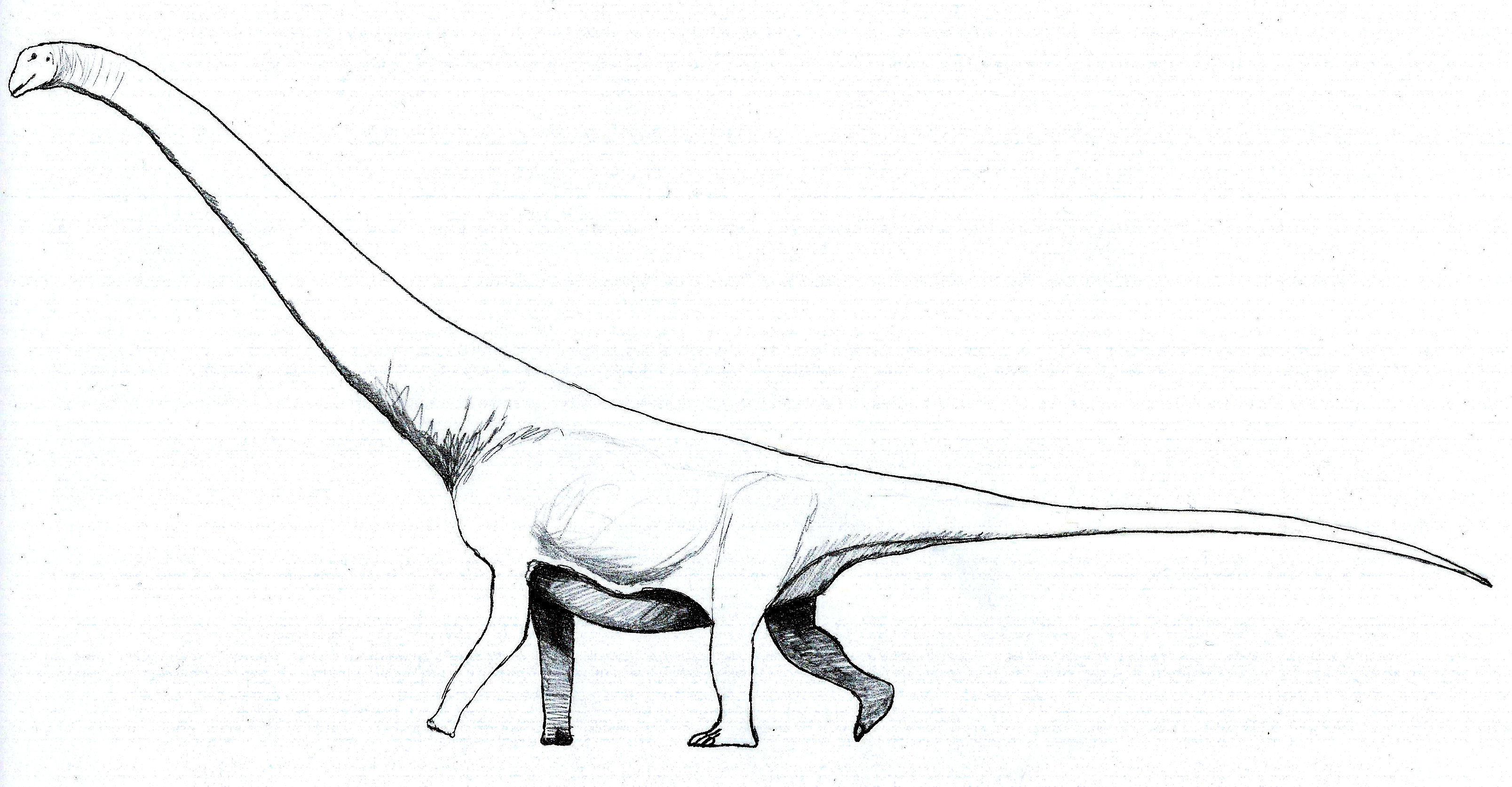
Reconstrução de um Andesaurus

Em 1991, os paleontólogos  Jorge Calvo e José Bonaparte nomearam o Andesaurus em referência à Cordilheira dos Andes, e incluindo também a palavra grega saurus, que significa 'lagarto". O nome foi dado devido à proximidade da Cordilheira dos Andes em que foram encontrado fósseis fósseis do animal. A descoberta foi feita por Alejandro Delgado, em homenagem a quem a única espécie conhecida (A. Delgadoi) foi nomeada.
O único material conhecido do Andesaurus é um esqueleto parcial, constituído por uma série de quatro vértebras da porção inferior das costas, bem como 27 vértebras, dividida em duas séries, de partes distintas da cauda. Elementos da pelve também foram descobertos, incluindo dois ísquios e um osso do púbis, juntamente com fragmentos de costela, além de úmero e fêmur incompletos.
Estes fósseis foram descobertos na Formação Candeleros, a mais antiga do Grupo de Neuquén, localizado na província argentina de Neuquén. Esta formação data do início do  Cenomaniano, período Cretáceo Superior, há cerca de 100 a 97 milhões de anos. A maior parte de Candeleros representa um antigo sistema interligado de rios e, além do Andesaurus, também contém fósseis de terópodes como o Buitreraptor e o enorme Giganotosaurus, além de outros saurópodes não aparentados, comoo Limaysaurus.

Comparação de tamanho de um Andesaurus com um Humano

Vários componentes plesiomórficos (primitivos) caracterizam o Andesaurus como o membro mais basal entre os titanossauros conhecidos. Na verdade, este clado foi definido como o que contém o Andesaurus, o Saltasaurus, seu ancestral comum mais recente e todos os seus descendentes (Salgado et al., 1997; Wilson & Upchurch, 2003). A plesiomorfia mais importante é a articulação entre as vértebras da cauda. Na maior parte dos titanossauros derivados, as vértebras da cauda se articulam da forma "bola-e-soquete", com a extremidade oca em forma de soquete localizada na porção frontal da vértebra. No Andesaurus, porém, ambos os lados das vértebras são planos, como ocorre em muitos titanossáurios não-saurópodes. O Andesaurus em si é caracterizado por uma única característica: a espinha neural alta e localizada no topo de suas vértebras, e precisa de um estudo mais aprofundado (Upchurch et al., 2004).
Alguns outros titanossauros basais da Argentina, incluindo o Argentinosaurus e o Puertassauro, também foram saurópodes de dimensões enormes. O grupo mais derivado de titanossauros, o Saltasauridae, incluia alguns dos menores saurópodes conhecidos, como o próprio Saltasaurus. Assim, é possível que os maiores tamanhos foram alcançados entre os membros mais basais do clado (Novas et al., 2005).